# Francesc Gamissans i Anglada
Francesc Gamissans i Anglada (Vic, 1927 - Lleida, 19 de maig de 2016) fou un frare franciscà difusor de l'espiritualitat franciscana i traductor de les obres de Sant Francesc d'Assís i Santa Clara al català.
Participà activament en publicacions com Catalunya Cristiana, Verdad y Vida, Teologia Actual, Acollida i Esperança i Foc Nou. En ràdio, treballà en el programa de Ràdio Nacional d'Espanya Paraula i Pensament i en un programa de la COPE. També produí documentals sobre Terra Santa a Televisió Espanyola. Publicà més de 30 llibres i 5 obres de teatre. Traduí del llatí al català els cinc volums de les Fonts Franciscanes, una versió que va rebre els elogis de Salvador Espriu i Maria Àngels Anglada. Els darrers anys residí a la comunitat franciscana de Balaguer i Lleida i el 2014 va rebre la medalla de la ciutat de Lleida al mèrit cultural.